# Hahnia caelebs
Hahnia caelebs là một loài nhện trong họ Hahniidae.
Loài này thuộc chi Hahnia. Hahnia caelebs được Paolo Marcello Brignoli miêu tả năm 1978.